# Granieu
Granieu est une commune française située dans le département de l'Isère, en région Auvergne-Rhône-Alpes.

## Géographie

### Situation et description
Granieu est située dans la partie septentrionale du département de l'Isère au nord de l'agglomération de La Tour-du-Pin, non loin du Rhône qui ne borde cependant pas le territoire communal.

### Communes limitrophes
Granieu ne compte que quatre communes limitrophes :

### Hydrographie

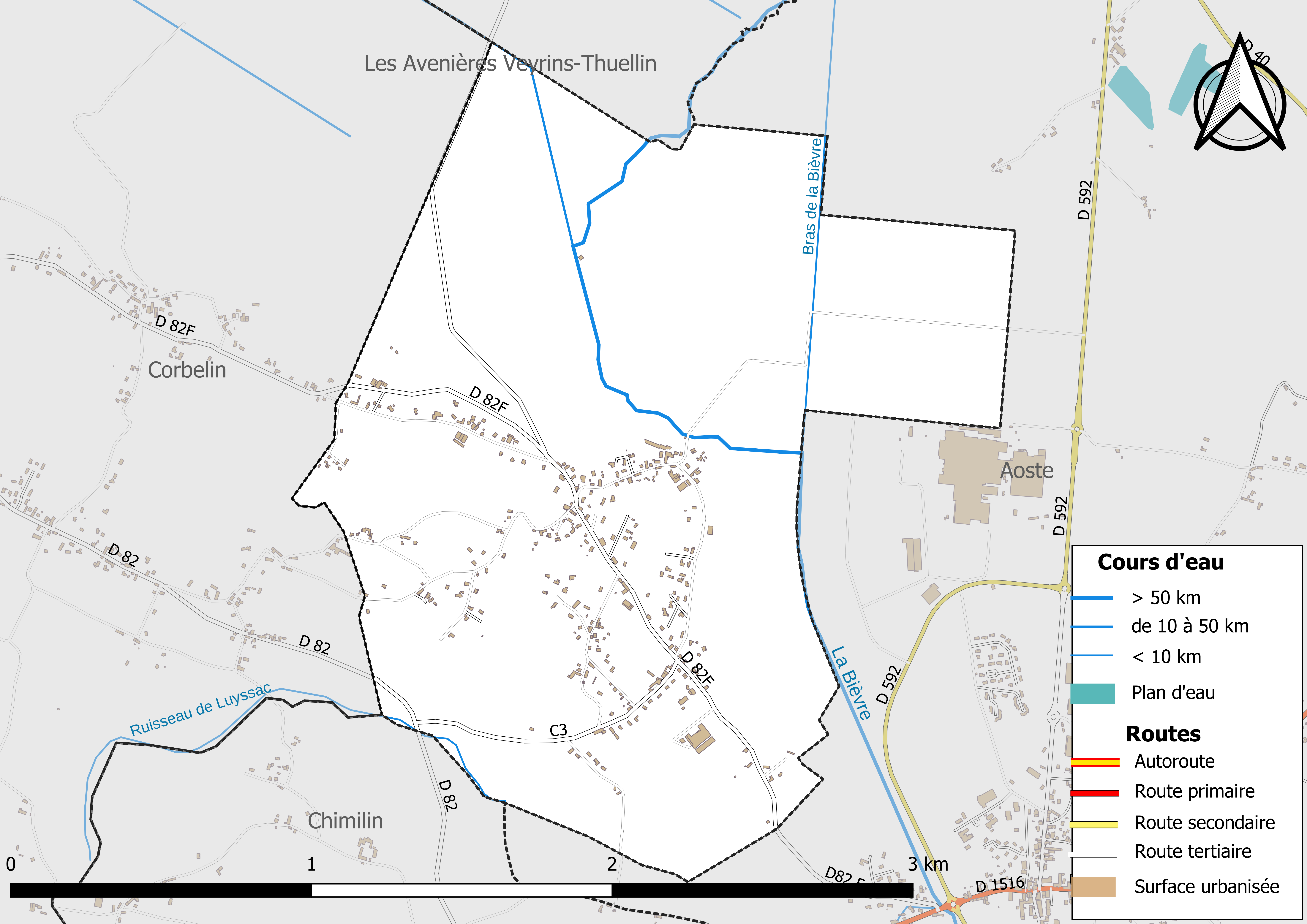
Carte des réseaux hydrographiques et routiers de la commune.

La commune est drainée par de nombreux canaux qui se rejettent dans la Bièvre, un affluent du fleuve le Rhône.
Le ruisseau de Luyssac tangente le sud du territoire communal.

### Climat
Pour des articles plus généraux, voir Climat d'Auvergne-Rhône-Alpes et Climat de l'Isère.
En 2010, le climat de la commune est de type climat océanique altéré, selon une étude du Centre national de la recherche scientifique s'appuyant sur une série de données couvrant la période 1971-2000. En 2020, Météo-France publie une typologie des climats de la France métropolitaine dans laquelle la commune est exposée à un climat de montagne ou de marges de montagne et est dans la région climatique Alpes du nord, caractérisée par une pluviométrie annuelle de 1 200 à 1 500 mm, irrégulièrement répartie en été.
Pour la période 1971-2000, la température annuelle moyenne est de 11,4 °C, avec une amplitude thermique annuelle de 17,7 °C. Le cumul annuel moyen de précipitations est de 1 128 mm, avec 9,5 jours de précipitations en janvier et 7,2 jours en juillet. Pour la période 1991-2020, la température moyenne annuelle observée sur la station météorologique de Météo-France la plus proche, « Pont-de-Beauvoisin », sur la commune du Pont-de-Beauvoisin à 10 km à vol d'oiseau, est de 11,8 °C et le cumul annuel moyen de précipitations est de 1 166,3 mm,. Pour l'avenir, les paramètres climatiques de la commune estimés pour 2050 selon différents scénarios d'émission de gaz à effet de serre sont consultables sur un site dédié publié par Météo-France en novembre 2022.

### Milieux naturels et biodiversité
Une partie de la commune de Granieu est classée dans la zone naturelle d'intérêt écologique, faunistique et floristique de type I de la zone humide de Corbelin.
La zone naturelle d'intérêt écologique, faunistique et floristique de type II de la plaine des Avenières constitue plus de la moitié de la commune.

## Urbanisme

### Typologie
Au 1er janvier 2024, Granieu est catégorisée bourg rural, selon la nouvelle grille communale de densité à sept niveaux définie par l'Insee en 2022.
Elle appartient à l'unité urbaine de La Tour-du-Pin, une agglomération intra-départementale regroupant 15  communes, dont elle est une commune de la banlieue,,. La commune est en outre hors attraction des villes,.

### Occupation des sols

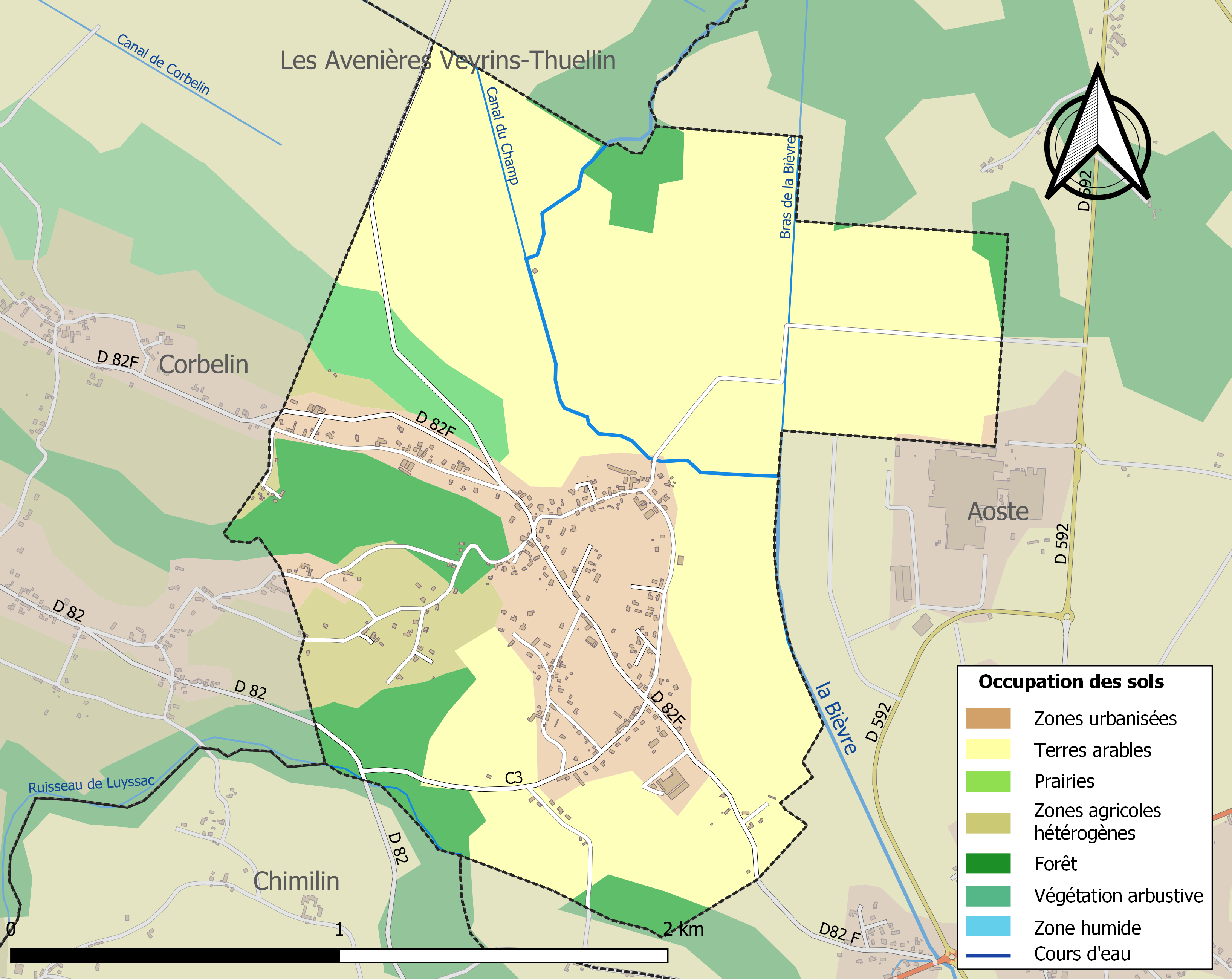
Carte des infrastructures et de l'occupation des sols de la commune en 2018 (CLC).

L'occupation des sols de la commune, telle qu'elle ressort de la base de données européenne d’occupation biophysique des sols Corine Land Cover (CLC), est marquée par l'importance des territoires agricoles (67,1 % en 2018), en augmentation par rapport à 1990 (65,4 %). La répartition détaillée en 2018 est la suivante : 
terres arables (61 %), zones urbanisées (16,8 %), forêts (12,3 %), zones agricoles hétérogènes (6,1 %), milieux à végétation arbustive et/ou herbacée (3,6 %), zones industrielles ou commerciales et réseaux de communication (0,2 %). L'évolution de l’occupation des sols de la commune et de ses infrastructures peut être observée sur les différentes représentations cartographiques du territoire : la carte de Cassini (XVIIIe siècle), la carte d'état-major (1820-1866) et les cartes ou photos aériennes de l'IGN pour la période actuelle (1950 à aujourd'hui).

### Habitat et logement
En 2020, le nombre total de logements dans la commune était de 217, alors qu'il était de 199 en 2015 et de 189 en 2010.
Parmi ces logements, 90,1 % étaient des résidences principales, 8,5 % des résidences secondaires et 1,4 % des logements vacants. Ces logements étaient pour 90,5 % d'entre eux des maisons individuelles et pour 9 % des appartements.
Le tableau ci-dessous présente la typologie des logements à Granieu en 2020 en comparaison avec celle de l'Isère et de la France entière. Une caractéristique marquante du parc de logements est ainsi une proportion de résidences secondaires et logements occasionnels (8,5 %) supérieure à celle du département (8,3 %) mais inférieure à celle de la France entière (9,7 %). Concernant le statut d'occupation de ces logements, 82,7 % des habitants de la commune sont propriétaires de leur logement (86,8 % en 2015), contre 61,2 % pour l'Isère et 57,5 pour la France entière.
| Typologie                                               | Granieu | Isère | France entière |
| ------------------------------------------------------- | ------- | ----- | -------------- |
| Résidences principales (en %)                           | 90,1    | 84    | 82,1           |
| Résidences secondaires et logements occasionnels (en %) | 8,5     | 8,3   | 9,7            |
| Logements vacants (en %)                                | 1,4     | 7,7   | 8,2            |

### Voies de communication et transport
Le territoire communal, son bourg et ses hameaux sont situés à l'écart des grands axes routiers. La route départementale RD82f permet cependant de relier le bourg aux communes riveraines de Corbelin et d'Aoste.

### Risques naturels et technologiques

#### Risques sismiques
L'ensemble du territoire de la commune de Granieu est situé en zone de sismicité n°3 (sur une échelle de 1 à 5), comme la plupart des communes de son secteur géographique.
| Type de zone | Niveau            | Définitions (bâtiment à risque normal) |
| ------------ | ----------------- | -------------------------------------- |
| Zone 3       | Sismicité modérée | accélération = 1,1 m/s2                |

## Étymologie
(décembre 2024).
- Si vous ne connaissez pas le sujet, laissez ce bandeau (vous pouvez alors contacter les auteurs).
- Si vous supprimez le contenu mis en cause (vous pouvez préalablement contacter les auteurs),

argumentez précisément cette suppression dans la page de discussion
(un manque de référence n'est pas un argument ; une recherche réelle de référence doit avoir été effectuée, être formellement documentée).
D'où vient le nom de GRANIEU? Sans doute, de celui de son fondateur, Granus, depuis l’époque Gallo-Romaine, encore que d'autres hypothèses puissent être celle de "Grannus", dieu gaulois bien connu des guérisseurs dont Siranna était l'épouse, voire de "granée" qui veut dire "nymphe des bois " ou déesse des forêts", voire encore de"granum", en raison de sa proximité avec Aoste bourgade plus importante et qui avait besoin d'un grenier pour le ravitaillement de ses habitants. Et donc, pourquoi pas Grannus ?
Qui pouvait se cacher sous un pareil nom de dieu ? Un nom qui jadis devait se porter à tout venant, au même titre que, de nos jours, on voit a chaque pas, des Michel comme l'archange, des Jean-Baptiste comme le précurseur, des Pierre et des Paul comme les apôtres, des Joseph comme l’époux de Notre Dame et Notre-Dame elle-mème sous celui de Marie.
Nous en sommes réduits à des suppositions.
Peut-être, un colon romain, un soldat pourvu, à sa retraite,(cela se pratiquait couramment) d'un domaine à sa mesure et conforme à son grade, en récompense de ses bons et loyaux services, un légionnaire, un centurion, un fonctionnaire de l’empire, où quelque protégé, affranchi, ou un notable de la province ? A chacun de conclure comme il l’entend.

## Politique et administration

### Rattachements administratifs et électoraux

#### Rattachements administratifs
La commune se trouve dans l'arrondissement de La Tour-du-Pin du département de l'Isère.
Elle faisait partie depuis 1793 du canton du Pont-de-Beauvoisin. Dans le cadre du redécoupage cantonal de 2014 en France, cette circonscription administrative territoriale a disparu, et le canton n'est plus qu'une circonscription électorale.

#### Rattachements électoraux
Pour les élections départementales, la commune fait partie depuis 2014 du canton de Chartreuse-Guiers
Pour l'élection des députés, elle fait partie de la dixième circonscription de l'Isère.

### Intercommunalité
Granieu était membre de la communauté de communes Les Vallons du Guiers, un établissement public de coopération intercommunale (EPCI) à fiscalité propre et auquel la commune avait transféré un certain nombre de ses compétences, dans les conditions déterminées par le code général des collectivités territoriales.
Dans le cadre des dispositions de la loi portant nouvelle organisation territoriale de la République du 7 août 2015, qui prévoit que les établissements publics de coopération intercommunale (EPCI) à fiscalité propre doivent avoir un minimum de 15 000 habitants, cette intercommunalité a fusionné avec ses voisines pour former, le 1er janvier 2017, la communauté de communes Les Vals du Dauphiné, dont est désormais membre la commune.

### Liste des maires
| Période                                  | Période                        | Identité       | Étiquette | Qualité |
| ---------------------------------------- | ------------------------------ | -------------- | --------- | --- |
| Les données manquantes sont à compléter. |                                |                |           | |
| mars 1989                                | juin 2023                      | Raymond Coquet | SE        | Retraité Président de la CC Les Vallons du Guiers (2001 → 2016) Conseiller communautaire délégué de la CC Les Vals du Dauphiné (2020 → 2023) Mort en fonction |
| octobre 2023                             | En cours (au 30 novembre 2023) | Chantal Huguet |           | Cadre administratif ou commercial d'entreprise |

## Équipements et services publics

### Enseignement
La commune est rattachée à l'académie de Grenoble.

## Population et société
Les habitants de Granieu sont dénommés les Granieulans.

### Démographie
L'évolution du nombre d'habitants est connue à travers les recensements de la population effectués dans la commune depuis 1793. Pour les communes de moins de 10 000 habitants, une enquête de recensement portant sur toute la population est réalisée tous les cinq ans, les populations de référence des années intermédiaires étant quant à elles estimées par interpolation ou extrapolation. Pour la commune, le premier recensement exhaustif entrant dans le cadre du nouveau dispositif a été réalisé en 2007.

En 2022, la commune comptait 516 habitants, en évolution de +5,09 % par rapport à 2016 (Isère : +3,07 %, France hors Mayotte : +2,11 %).
| 1793 | 1800 | 1806 | 1821 | 1831 | 1836 | 1841 | 1846 | 1851 |
| ---- | ---- | ---- | ---- | ---- | ---- | ---- | ---- | ---- |
| 381  | 386  | 412  | 362  | 405  | 400  | 423  | 405  | 424  |

| 1856 | 1861 | 1866 | 1872 | 1876 | 1881 | 1886 | 1891 | 1896 |
| ---- | ---- | ---- | ---- | ---- | ---- | ---- | ---- | ---- |
| 416  | 449  | 417  | 444  | 410  | 385  | 406  | 407  | 330  |

| 1901 | 1906 | 1911 | 1921 | 1926 | 1931 | 1936 | 1946 | 1954 |
| ---- | ---- | ---- | ---- | ---- | ---- | ---- | ---- | ---- |
| 321  | 304  | 280  | 252  | 246  | 233  | 233  | 219  | 225  |

| 1962 | 1968 | 1975 | 1982 | 1990 | 1999 | 2006 | 2007 | 2012 |
| ---- | ---- | ---- | ---- | ---- | ---- | ---- | ---- | ---- |
| 223  | 187  | 195  | 236  | 248  | 258  | 381  | 398  | 461  |

| 2017 | 2022 | - | - | - | - | - | - | - |
| ---- | ---- | - | - | - | - | - | - | - |
| 501  | 516  | - | - | - | - | - | - | - |

### Médias
Historiquement, le quotidien à grand tirage Le Dauphiné libéré consacre, chaque jour, y compris le dimanche, dans son édition du Nord-Isère, un ou plusieurs articles à l'actualité à la communauté de communes et du canton, ainsi que des informations sur les éventuelles manifestations locales, les travaux routiers, et autres événements divers à caractère local.

## Culture locale et patrimoine

### Lieux et monuments
- Granieu compte de nombreuses fermes en pisé caractéristiques du Bas-Dauphiné.
- Église Saint-Blaise de Granieu.

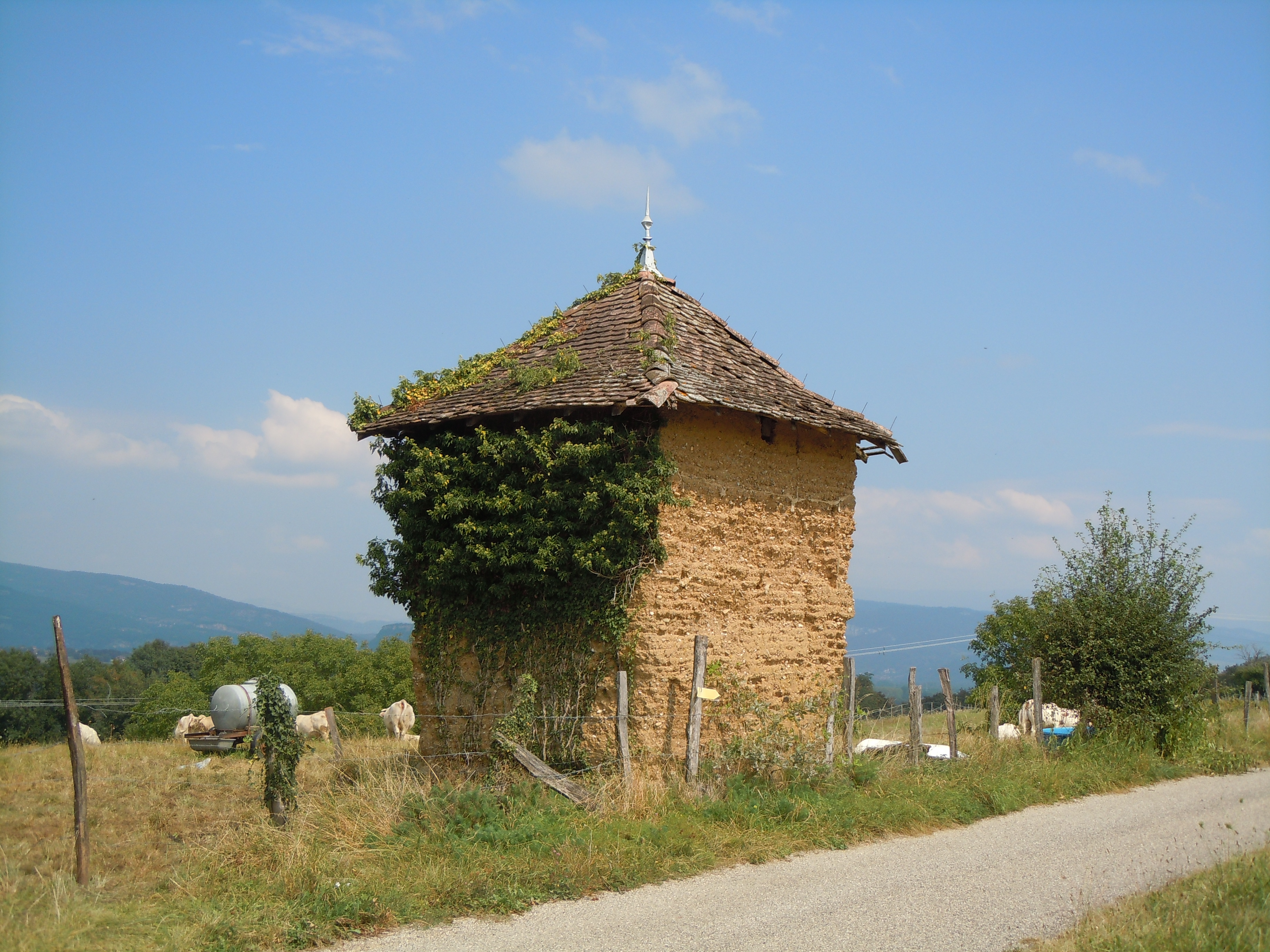
Grange abandonnée.
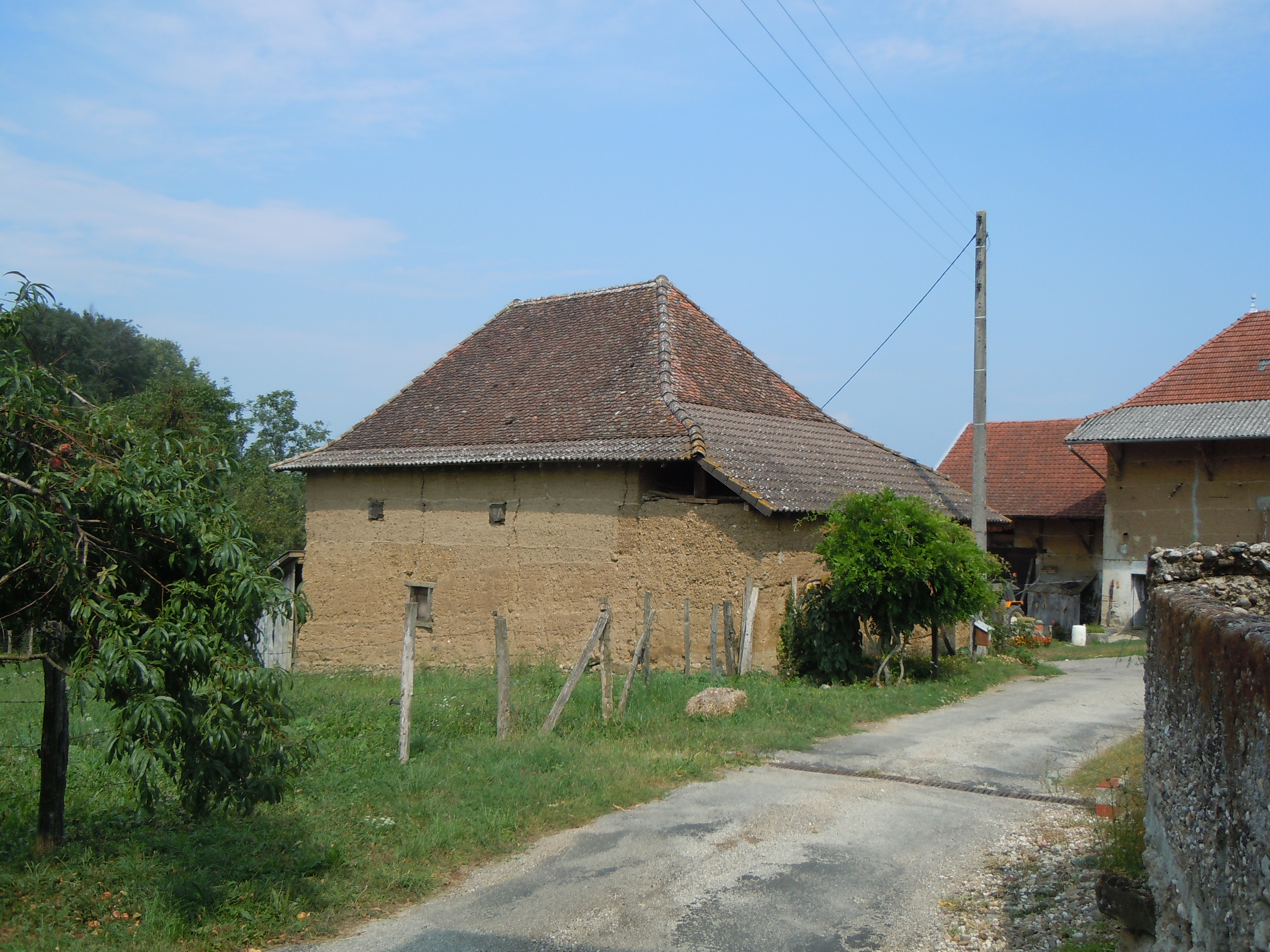
Ferme de la Chèvre.

## Pour approfondir